# Dampierre-les-Bois
Dampierre-les-Bois – miejscowość i gmina we Francji, w regionie Burgundia-Franche-Comté, w departamencie Doubs. Nazwa miejscowości pochodzi od imienia św. Piotra.
Według danych na rok 1990 gminę zamieszkiwało 1510 osób, a gęstość zaludnienia wynosiła 320 osób/km² (wśród 1786 gmin Franche-Comté Dampierre-les-Bois plasuje się na 108. miejscu pod względem liczby ludności, natomiast pod względem powierzchni na miejscu 827.).